# Етранж
Етранж (люксемб. Éiter, фр. Oetrange, нім. Oetringen) — село в комуні Контерн, на півдні Люксембургу.